# Jan Oort

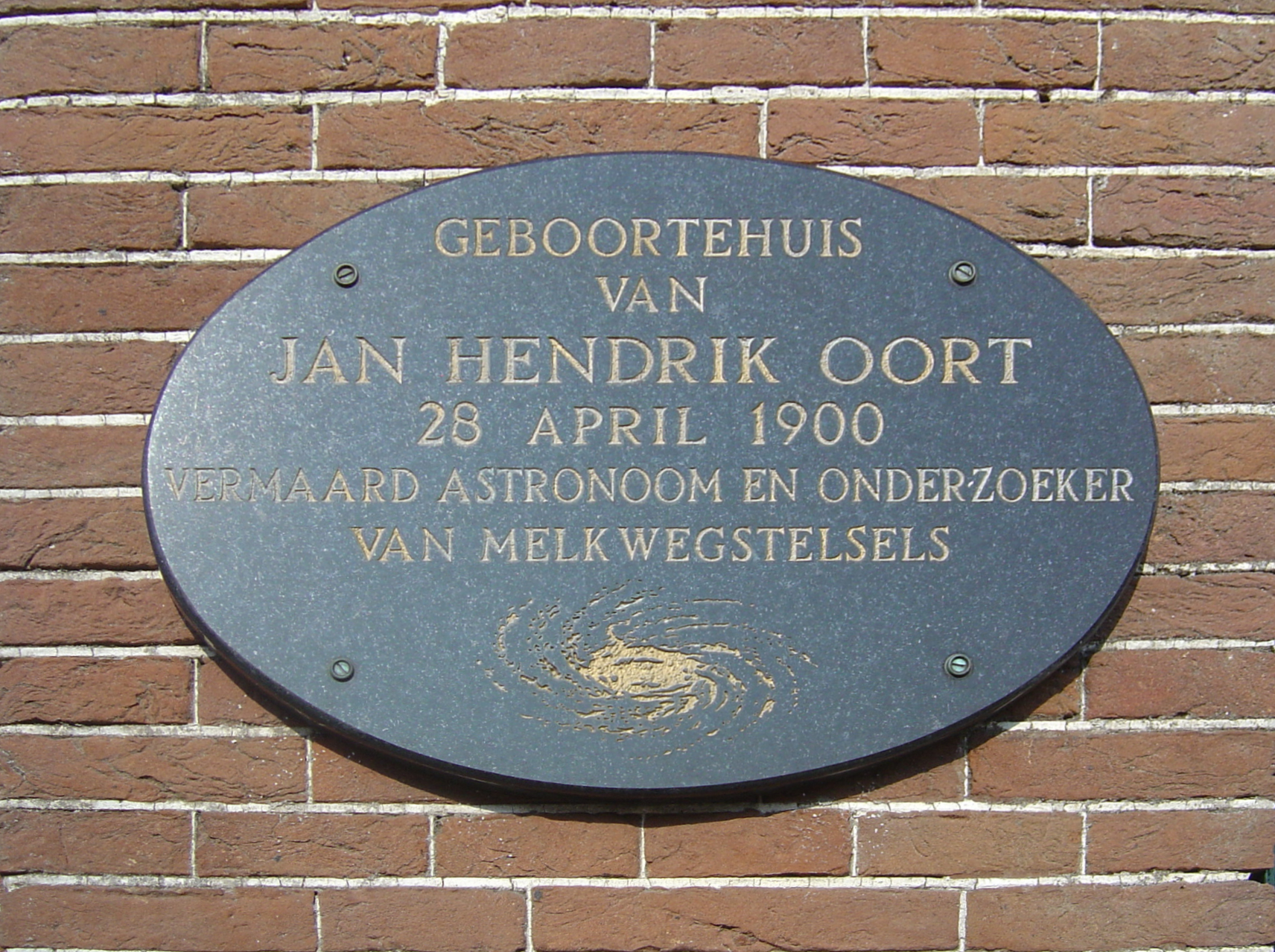
Emléktábla Jan Oort szülőházán Franekerben

Jan Hendrik Oort (Franeker, 1900. április 28. – Leiden, 1992. november 5.) világhírű holland csillagász. A rádiócsillagászat egyik úttörője és fejlesztője volt. Róla nevezték el az Oort-felhőt.

## Élete és munkássága
Egyetemi tanulmányait 1917-től a Groningeni Egyetemen végezte, főleg Jacobus Kapteyn irányításával. 1921-ben szerezte meg doktorátusát csillagászatból. Ezután egy évig tanársegédként az egyetemen maradt, majd két évig az egyesült államokbeli Yale Egyetem obszervatóriumában dolgozott. 1924-től a tekintélyes Willem de Sitter csillagász hívta magához a leideni egyetemre. Ettől kezdve gyakorlatilag egész életében a leideni csillagvizsgálóban dolgozott.
1927-ben a távoli csillagok útját elemezve bizonyította Bertil Lindblad elméletét arról, hogy a Tejútrendszer forog. 1935-ben professzori kinevezést kapott. A 30-as, 40-es években kezdett el behatóbban foglalkozni a rádiócsillagászattal.
1935-ben a Nemzetközi Csillagászati Unió titkárává választották, majd 1937-ben a Holland Királyi Tudományos Akadémia tagja lett.
A második világháború alatti német megszállás idején lemondott tisztségeiről és vidékre vonult vissza. A háború után visszakapta professzori címét és a leideni csillagvizsgáló vezetője lett. A rádiócsillagászat fejlesztése érdekében alapítványt hozott létre a holland posta és a Philips konszern természettudományos laboratóriuma közreműködésével.

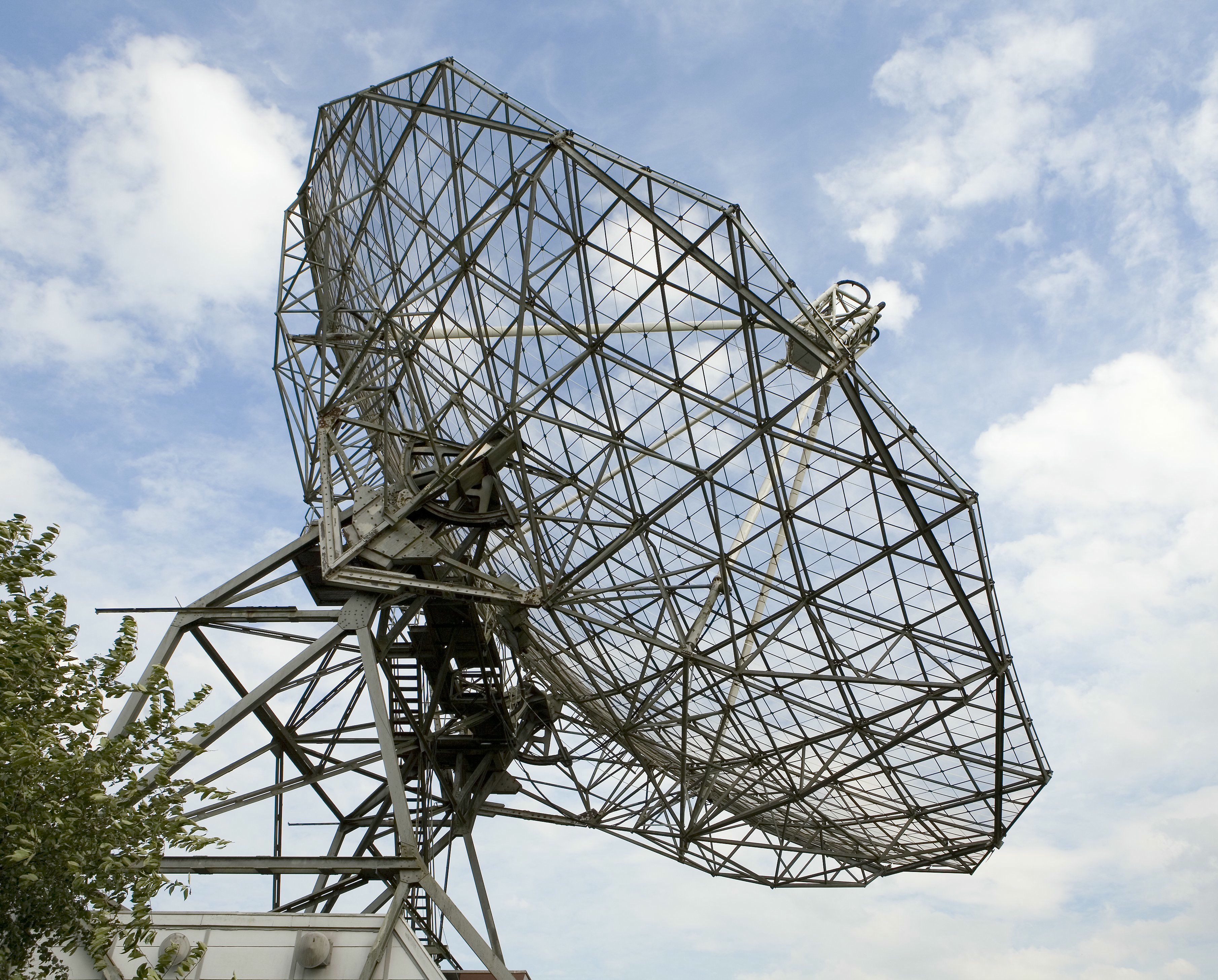
A dwingelooi rádióteleszkóp

Az 50-es években Dwingeloo holland falu mellett egy 25 méteres rádióteleszkópot épített a Tejútrendszer központi részének vizsgálatára. 1970-ben a kezdeményezésére megépült Westerbork helység mellett a 14 nagy rádióantennából álló megfigyelő állomás. később részt vett a chilei Európai Déli Obszervatórium megalkotásában is.
1970-ben visszavonult egyetemi állásából, de élete végéig folytatta tudományos kutatásait.

## Legfontosabb felfedezései
Számos olyan felfedezést tett, amelyek nagy léptekkel vitték előre a modern csillagászat tudományát. Oort írta le tudományosan elsőként, 1932-ben, a sötét anyag létezését. A Tejútrendszer kutatása során jött rá arra, hogy annak a tömege lényegesen nagyobb kell legyen a benne látható anyagénál. Ooort elgondolását Fritz Zwicky igazolta 1933-ban.

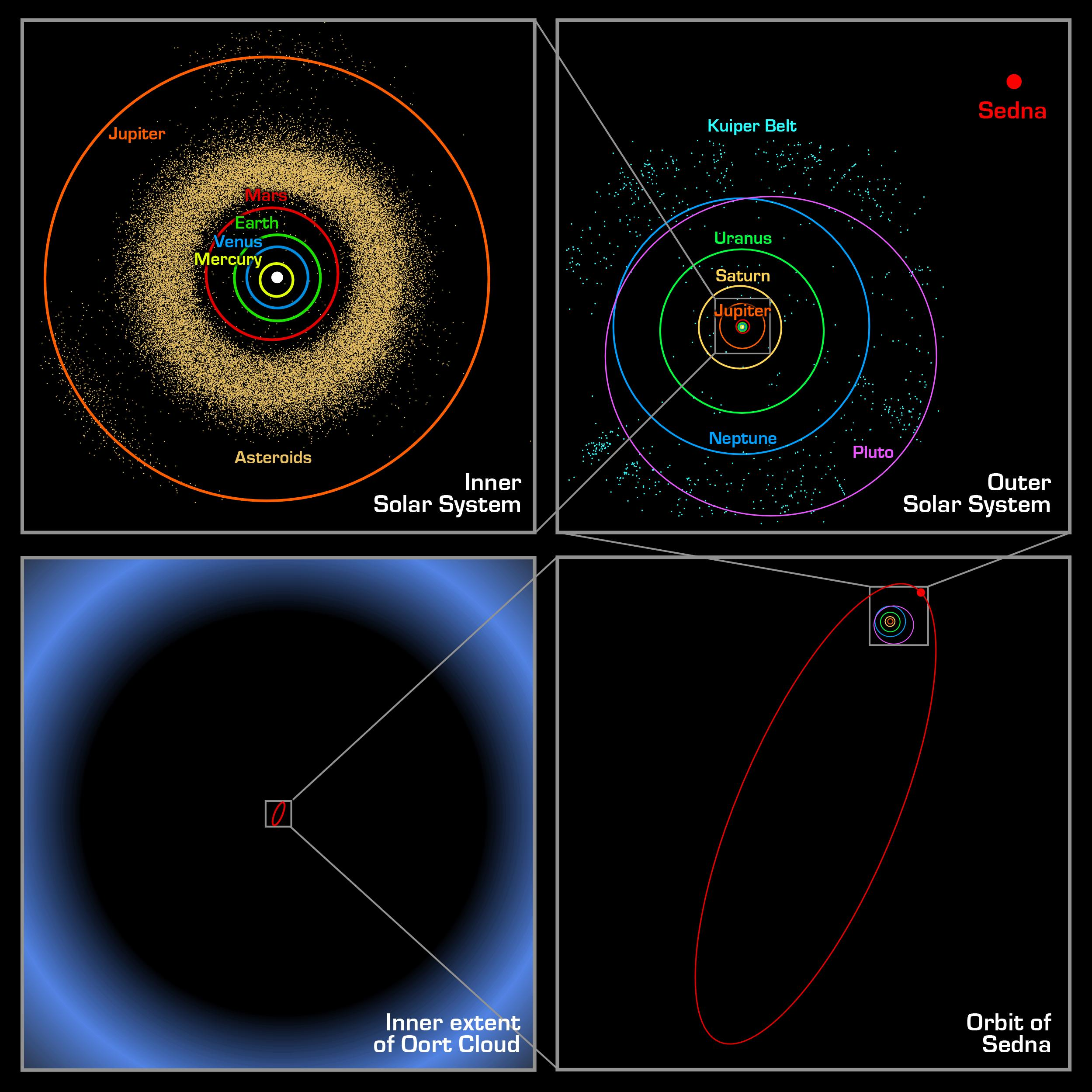
Az Oort-felhő

Bebizonyította, hogy a Tejútrendszer egy gyorsan forgó, két karú spirál. Megmérte a Föld és a Tejútrendszer központja közötti távolságot, ami mintegy 30 000 fényév. A Tejútrendszer tömegét a Nap tömegének 100 milliárdszorosára tette.
1950-ben vetette fel, hogy az üstökösök a Naprendszer külső övezetéből érkeznek. Elméletének bizonyítása után ezt a zónát róla nevezték el Oort-felhőnek.
Kimutatta, hogy a Rák-ködből érkező fényt a szinkrotronsugárzás polarizálja.

## Családja
1928-ban született fia, Coen Oort neves holland közgazdász lett.

## Fordítás
- Ez a szócikk részben vagy egészben a Jan Hendrik Oort című holland Wikipédia-szócikk ezen változatának fordításán alapul.  Az eredeti cikk szerkesztőit annak laptörténete sorolja fel. Ez a jelzés csupán a megfogalmazás eredetét és a szerzői jogokat jelzi, nem szolgál a cikkben szereplő információk forrásmegjelöléseként.